# Sommarticka
Sommarticka (Polyporus ciliatus) är en svampart som beskrevs av Fr. 1815. Sommarticka ingår i släktet Polyporus och familjen Polyporaceae.  Arten är reproducerande i Sverige. Inga underarter finns listade i Catalogue of Life.

## Källor

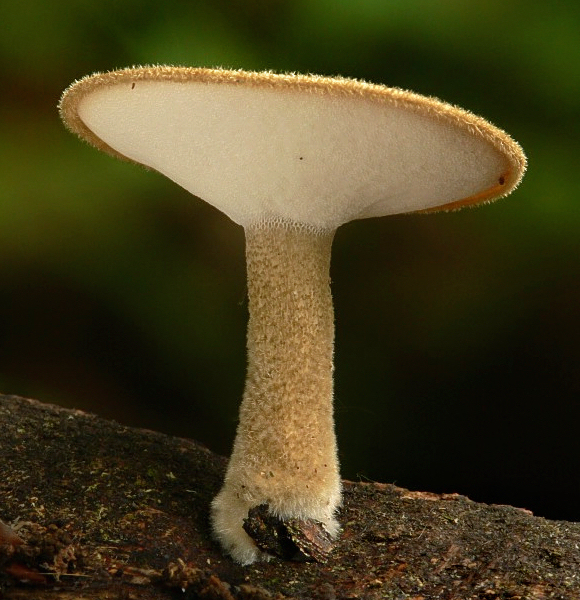
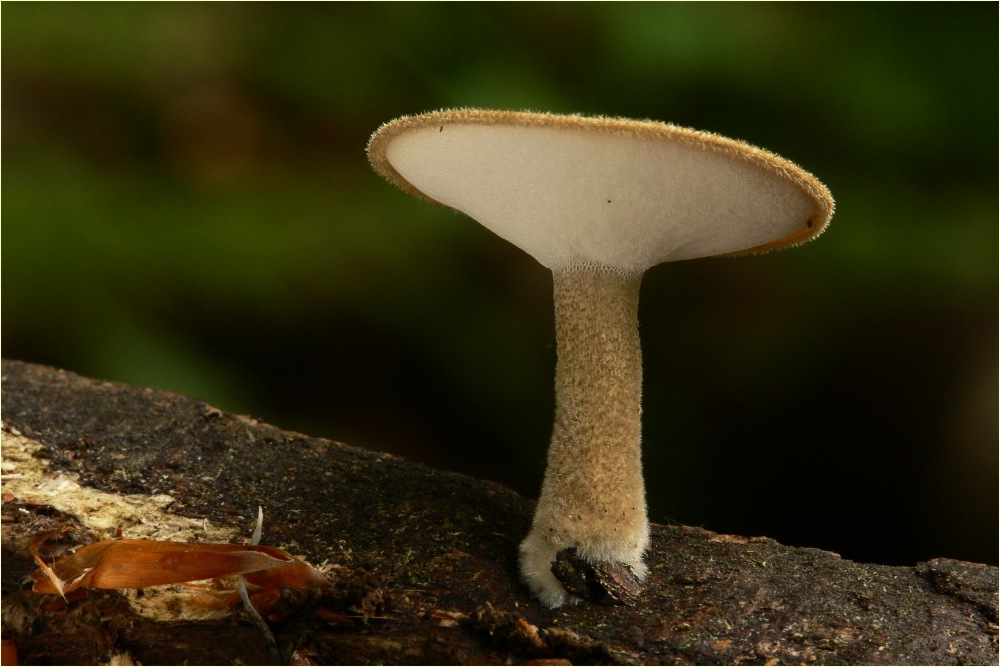
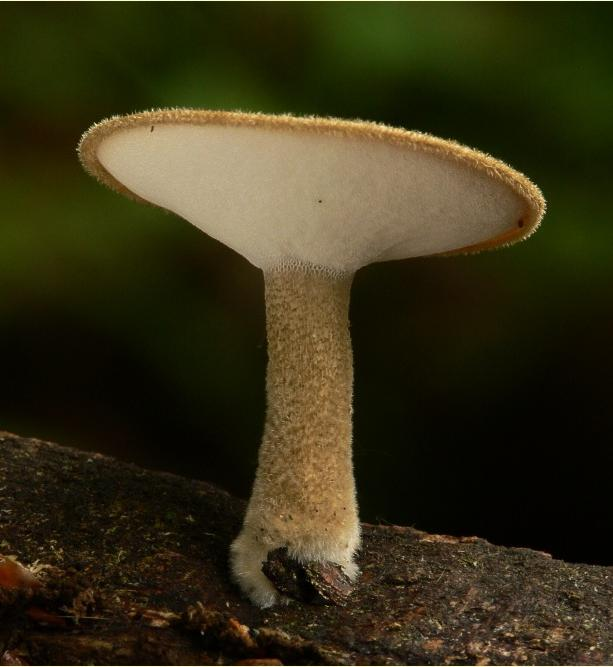
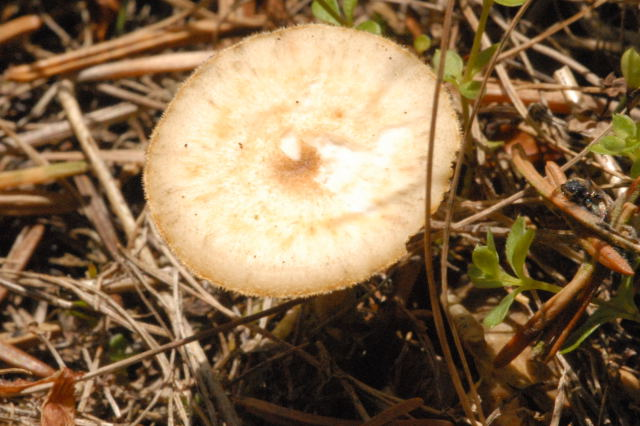
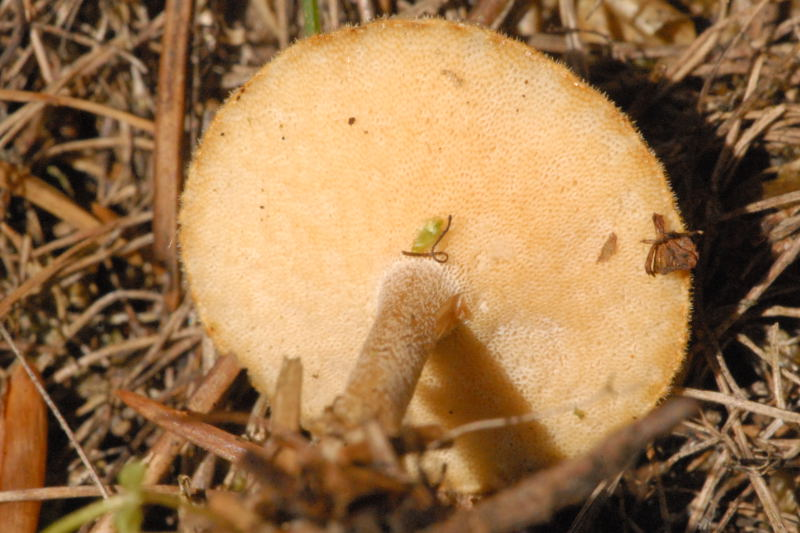
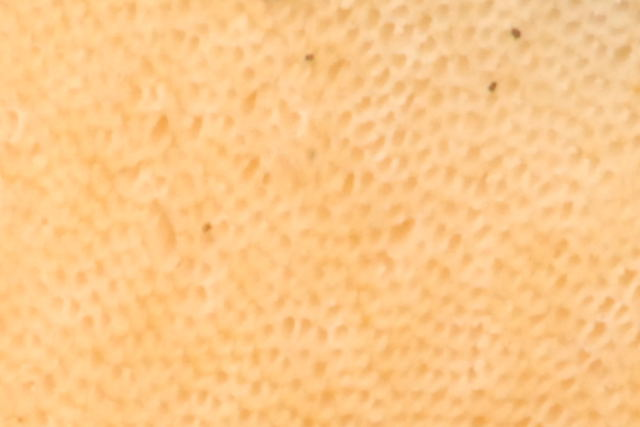